# هيلدا ميلاندر
هيلدا ميلاندر (بالسويدية: Hilda Melander)‏ مواليد 1 ديسمبر 1991 في ستوكهولم، هي لاعبة كرة مضرب سويدية تلعب باليد اليمنى وتحتل حالياً المرتبة 1211 (21 مارس 2016) في تصنيف رابطة محترفات كرة المضرب. أعلى تصنيف لها في الفردي كان 311. أعلى تصنيف لها في الزوجي كان 224.

## النهائيات

### الفردي (3–4)
| الحصيلة | الرقم | التاريخ        | الدورة             | الأرضية | المنافس             | النتيجة        |
| ------- | ----- | -------------- | ------------------ | ------- | ------------------- | -------------- |
| الوصافة | 1.    | 16 مايو 2011   | باشتاد، السويد     | ترابية  | يوليانا ليزارازو    | 2–6, 6–3, 2–6  |
| الوصافة | 2.    | 6 يونيو 2011   | آلميره، هولندا     | ترابية  | آنا كورزينياك       | 2–6, 5–7       |
| الفوز   | 1.    | 15 أغسطس 2011  | بييشتاني، سلوفاكيا | ترابية  | دينيزا ألرتوفا      | 6–3, 6–3       |
| الوصافة | 3.    | 26 سبتمبر 2011 | أنطاليا، تركيا     | ترابية  | زوزانا زالابسكا     | 1–6, 6–7 (6–8) |
| الوصافة | 4.    | 21 يناير 2013  | ليما، بيرو         | ترابية  | ماريا فرناندا ألفيس | 2–6, 2–6       |
| الفوز   | 2.    | 12 أغسطس 2013  | إنسبروك، النمسا    | ترابية  | تينا لوكاس          | 6–2, 6–3       |
| الفوز   | 3.    | 18 أغسطس 2014  | فليروس، بلجيكا     | ترابية  | صوفي أوين           | 3–6, 6–3, 6–2  |

## روابط خارجية
- هيلدا ميلاندر على موقع رابطة محترفات التنس (الإنجليزية)
- هيلدا ميلاندر على موقع الاتحاد الدولي لكرة المضرب (الإنجليزية)
- هيلدا ميلاندر على موقع كأس بيلي جين كينغ (الإنجليزية)
- هيلدا ميلاندر على موقع خلاصة التنس.كوم (الإنجليزية)
- هيلدا ميلاندر على موقع إي إس بي إن.كوم (الإنجليزية)